# Condado de Stearns
El condado de Stearns (en inglés: Stearns County), fundado en 1855 y con nombre en honor al político Charles Thomas Stearns, es un condado del estado estadounidense de Minnesota. En el año 2000 tenía una población de 133.166 habitantes con una densidad de población de 38 personas por km². La sede del condado es St. Cloud.

## Geografía
Según la oficina del censo el condado tiene una superficie total de 3600 km² (1390,0 mi²), de los que 3482 km² (1344,4 mi²) son tierra y 118 km² (45,6 mi²) (3,27%) son agua. 

## Condados adyacentes
- Condado de Todd - norte
- Condado de Morrison - norte
- Condado de Sherburne - este
- Condado de Benton - este
- Condado de Wright - sureste
- Condado de Meeker - sur
- Condado de Kandiyohi - sur
- Condado de Pope - oeste
- Condado de Douglas - noroeste

### Principales carreteras y autopistas
| - Interestatal 94 - U.S. Autopista 52 - U.S. Autopista 71 - Carretera estatal 4 - Carretera estatal 15 | - Carretera estatal 22 - Carretera estatal 23 - Carretera estatal 24 - Carretera estatal 28 - Carretera estatal 55 - Carretera estatal 237 - Carretera estatal 238 |

## Demografía
Según el censo del 2000 la renta per cápita media de los habitantes del condado era de 42.426 dólares y el ingreso medio de una familia era de 51.553 dólares. En el año 2000 los hombres tenían unos ingresos anuales 34.268 dólares frente a los 23.393 dólares que percibían las mujeres. El ingreso por habitante era de 19.211 dólares y alrededor de un 8,70% de la población estaba bajo el umbral de pobreza nacional.

## Ciudades y pueblos
| - Albany - Avon - Belgrade - Brooten - Clearwater - Collegeville - Cold Spring - Eden Valley - Elrosa | - Freeport - Georgeville - Greenwald - Holdingford - Kimball - Lake Henry - Meire Grove - Melrose - New Múnich | - Paynesville - Richmond - Rockville - Roscoe - Sartell - Sauk Centre - Spring Hill - St. Anthony - St. Augusta | - St. Cloud - St. Joseph - St. Martin - St. Rosa - St. Stephen - Waite Park - Fairhaven |

### Municipios
| - Municipio de Albany - Municipio de Ashley - Municipio de Avon - Municipio de Brockway - Municipio de Collegeville - Municipio de Crow Lake - Municipio de Crow River - Municipio de Eden Lake - Municipio de Fair Haven - Municipio de Farming - Municipio de Getty - Municipio de Grove | - Municipio de Holding - Municipio de Krain - Municipio de Lake George - Municipio de Lake Henry - Municipio de Le Sauk - Municipio de Luxemburg - Municipio de Lynden - Municipio de Maine Prairie - Municipio de Melrose - Municipio de Millwood - Municipio de Munson | - Municipio de North Fork - Municipio de Oak - Municipio de Paynesville - Municipio de Raymond - Municipio de Sauk Centre - Municipio de Spring Hill - Municipio de St. Joseph - Municipio de St. Martin - Municipio de St. Wendel - Municipio de Wakefield - Municipio de Zion |